# Beiral do Lima
Beiral do Lima es una freguesia portuguesa del concelho de Ponte de Lima, con 5,58 km² de superficie y 767 habitantes (2001). Su densidad de población es de 137,5 hab/km².